# Archidiocèse de Matera-Irsina
L'archidiocèse de Matera-Irsina (en latin : Archidioecesis Materanensis-Montis Pelusii ; en italien : Arcidiocesi di Matera-Irsina) est un archidiocèse de l'Église catholique en Italie, suffragant de l'archidiocèse de Potenza-Muro Lucano-Marsico Nuovo et appartenant à la région ecclésiastique de la Basilicate.

## Territoire
L'archidiocèse est situé dans une partie de la province de Matera, les autres parties de cette province sont partagées par les diocèses de Tricarico et de Tursi-Lagonegro. Son territoire d'une superficie de 2 095 km2 est divisé en 55 paroisses. L'évêché est dans la ville de Matera où se trouve la cathédrale de Notre Dame la Brune et de saint Eustache. La cathédrale d'Irsina garde le souvenir de l'ancien diocèse d'Irsina.

## Histoire
L'archidiocèse actuel date du 30 septembre 1986 par la fusion du diocèse de Matera et du diocèse d'Irsina par le décret Instantibus votis de la congrégation pour les évêques.

### Diocèse de Montepeloso-Irsina
Le diocèse de Montepeloso est érigé par les Byzantins entre la fin du Xe siècle et le début du XIe siècle ; aucun évêque de cette période. Disparu avec la conquête normande de la ville en 1042, le siège est rétabli par le pape Calixte III, comme en témoigne la bulle de 1123 à l'évêque Léone. Dans la même bulle, le pape annule l'union de Montepeloso avec Tricarico ; il attribue le double titre d'abbé-évêque à l'abbé du monastère de Santa Maria. Cependant, le diocèse disparaît de nouveau dix ans plus tard, quand en 1133 la ville est encore détruite par les Normands. Au siècle suivant, les habitants demandent à plusieurs reprises aux papes de reconstituer leur siège antique, mais Célestin III, Innocent III et enfin Grégoire IX rejettent leurs demandes. Innocent III doit même casser l'élection d'un évêque en 1240.
Le diocèse est finalement rétabli en 1460, obtenant son territoire du diocèse d'Andria. Cependant, les trois premiers évêques semblent être également des évêques d'Andria ; les deux sièges sont unis peut-être jusqu'en 1479. Martino Sotomayor, décédé en 1477, est enterré dans la cathédrale d'Andria, comme le rappelle l'épitaphe qui lui est dédiée. Le diocèse est immédiatement soumis au Saint-Siège.
Le 27 juin 1818, par la bulle  De utiliori du pape Pie VII, le diocèse est uni aeque principaliter au diocèse de Gravina. Le 11 octobre 1976, à la suite de la bulle Apostolicis Litteris du pape Paul VI, les deux sièges sont séparés et le diocèse de Montepeloso (appelé Irsina en 1898) est uni aeque principaliter au diocèse de Matera.

### Diocèse de Matera
Selon le chroniqueur Lupus Protospatharius, le concile romain de 482 et la conférence de Carthage de 484 ont la présence d’un évêque de Matera mais cette hypothèse n’est pas très fiable. L'historien Giuseppe Gattini présente une liste de 38 évêques de Matera de 600 à 1200. Le premier document officiel attestant de l'existence de la résidence de l'évêque à Matera remonte à 968, lorsque le patriarche de Constantinople donne l'ordre de soumettre comme suffragants les sièges épiscopaux d'Acerenza, Matera, Gravina, Tursi et Tricarico à l'archidiocèse d'Otrante.
Le 7 mai 1203, Innocent III érige Matera au rang d'archidiocèse et l’unit aeque principaliter avec l’archidiocèse d’Acerenza. Cette union dure plus de sept siècles, ce qui ne se fait pas sans difficultés ; en 1440, le pape Eugène IV sépare les deux diocèses. Matera est administré d'abord par l'évêque de Mottola, puis par un franciscain, Marsio d'Otrante. En 1444, toutefois, l'union est restaurée en 1471 ; le pape Sixte IV ordonne à l'archevêque de prendre le titre d'Acerenza et de Matera lorsqu'il réside à Acerenza, et inversement le titre de Matera et d'Acerenza lorsqu'il réside à Matera. Les désaccords continent tellement que le pape Clément VIII établit que la préséance appartenant à Acerenza, qui est le plus ancien diocèse, mais que l'évêché de l'archevêque se trouve à Matera en raison de plus de facilité.
En 1818, par la bulle De utiliori du pape Pie VII, le siège de Matera est supprimé et son territoire uni à celui d'Acerenza.
Le 5 août 1910, les archevêques d'Acerenza et de Matera sont autorisés à ajouter le titre d'abbé de Sant'Angelo de Montescaglioso (it). À partir de 1954, ce titre est l'apanage des archevêques de Matera. Le 2 juillet 1954, les deux diocèses de Matera et d'Acerenza sont définitivement séparées par la bulle Acherontia du pape Pie XII et deux provinces ecclésiastiques sont constituées : Matera et Acerenza. On donne à Matera les diocèses suffragants d'Anglona-Tursi et de Tricarico.
Le 21 août 1976, par la bulle Quo aptius du pape Paul VI, les deux provinces ecclésiastiques sont supprimées et Matera et Acerenza deviennent suffragants de l'archidiocèse de Potenza et de Marsico Nuovo, qui est élevé simultanément au rang de siège métropolitain. Le 11 octobre 1976, le diocèse de Matera est uni aeque principaliter au diocèse de Montepeloso. Le 28 novembre 1977, le titre d'archidiocèse est restitué au diocèse de Matera.
Le 30 septembre 1986, avec le décret Instantibus votis de la congrégation pour les évêques, Matera et Montepeloso sont pleinement unis et le diocèse prend son nom actuel.

## Sources
- (en) Catholic-Hierarchy

- (it) Cet article est partiellement ou en totalité issu de l’article de Wikipédia en italien intitulé « Arcidiocesi di Matera-Irsina » (voir la liste des auteurs).